# Phát xạ gamma kích thích

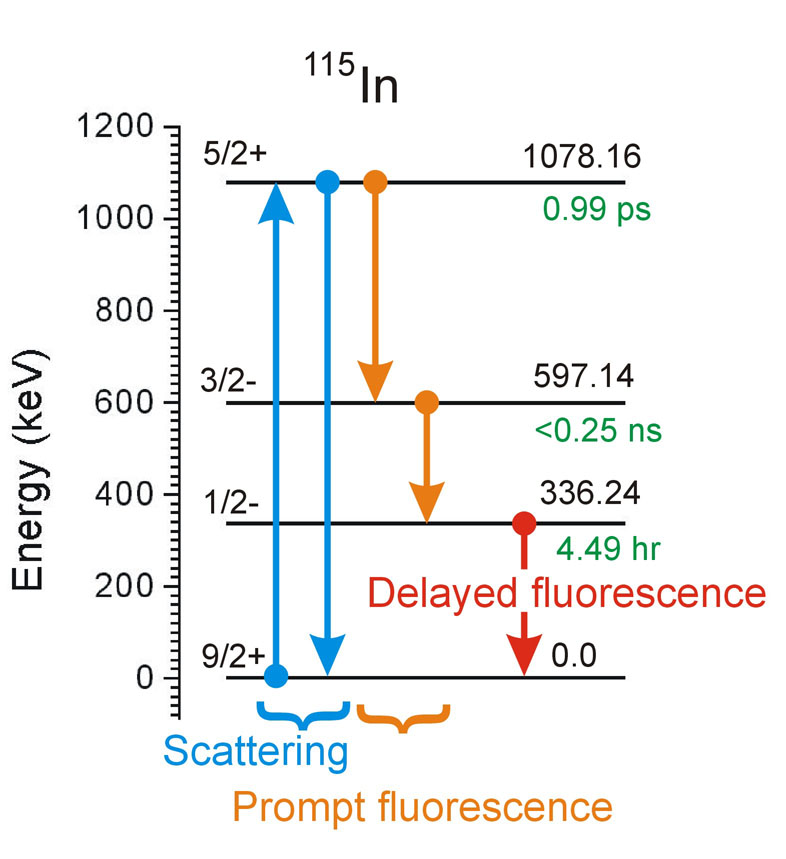
Biểu diễn năng lượng phát xạ gamma kích thích của indi-115.

Trong vật lý học, phát xạ gamma kích thích (tiếng Anh: induced gamma emission, IGE) đề cập đến quá trình phát xạ huỳnh quang của tia gamma từ các hạt nhân kích thích, thường liên quan đến một đồng phân hạt nhân cụ thể.
Hiện tượng này tương tự với hiện tượng huỳnh quang thông thường, là sự phát xạ ra một photon (đơn vị ánh sáng) do một electron bị kích thích trong một nguyên tử hay phân tử. Trong trường hợp phát xạ gamma kích thích, đồng phân hạt nhân có thể lưu trữ một lượng lớn năng lượng kích thích trong thời gian đủ dài để tạo tiền đề cho huỳnh quang hạt nhân, phát ra photon ở mức năng lượng cao của tia gamma.
Hiện có hơn 800 đồng phân hạt nhân được biết đến, nhưng hầu như tất cả đều có tính phóng xạ quá cao để có thể tìm được ứng dụng thực tế. Tính đến năm 2006, chỉ có hai đồng phân hạt nhân là tantal-180m và hafni-178m2 được coi là khả dĩ về mặt vật lý là tương đối an toàn trong phát xạ gamma kích thích.